# Campeonato Femenino Sub-20 de la OFC 2002
El Campeonato Femenino Sub-20 de la OFC 2002 fue la primera edición de dicho torneo. Se disputó en Tonga entre el 23 de abril y el 3 de mayo. El torneo se jugó en fase de grupos y la fase final.
La ganadora del torneo se clasificó para la Copa Mundial Femenina de Fútbol Sub-19 de 2002 en Canadá.

## Equipos participantes
| Equipos participantes | Equipos participantes | Equipos participantes | Equipos participantes |
| --------------------- | --------------------- | --------------------- | --------------------- |
| Samoa Americana       | Australia             | Islas Cook            |                       |
| Fiyi                  | Nueva Zelanda         | Samoa                 |                       |
| Tonga                 |                       |                       |                       |

## Fase de grupos

#### Grupo A
| Equipo          | Pts | PJ | PG | PE | PP | GF | GC | Dif |
| --------------- | --- | -- | -- | -- | -- | -- | -- | --- |
| Nueva Zelanda   | 9   | 3  | 3  | 0  | 0  | 20 | 0  | +20 |
| Samoa           | 4   | 3  | 1  | 1  | 1  | 4  | 13 | -9  |
| Samoa Americana | 2   | 3  | 0  | 2  | 1  | 2  | 4  | -2  |
| Fiyi            | 1   | 3  | 0  | 1  | 2  | 1  | 10 | -9  |

| 23 de abril de 2002 | Samoa Americana | 0:0 | Fiyi |  |  |

| 23 de abril de 2002 | Nueva Zelanda | 10:0 | Samoa |  |  |

| 25 de abril de 2002 | Nueva Zelanda | 2:0 | Samoa Americana |  |  |

| 25 de abril de 2002 | Samoa | 2:1 | Fiyi |  |  |

| 27 de abril de 2002 | Nueva Zelanda | 8:0 | Fiyi |  |  |

| 27 de abril de 2002 | Samoa | 2:2 | Samoa Americana |  |  |

#### Grupo B
| Equipo     | Pts | PJ | PG | PE | PP | GF | GC | Dif |
| ---------- | --- | -- | -- | -- | -- | -- | -- | --- |
| Australia  | 6   | 2  | 2  | 0  | 0  | 26 | 0  | +26 |
| Tonga      | 1   | 2  | 0  | 1  | 1  | 1  | 12 | -11 |
| Islas Cook | 1   | 2  | 0  | 1  | 1  | 1  | 16 | -15 |

| 24 de abril de 2002 | Tonga | 0:11 | Australia |  |  |

| 26 de abril de 2002 | Islas Cook | 0:15 | Australia |  |  |

| 29 de abril de 2002 | Islas Cook | 1:1 | Tonga |  |  |

## Fase Final
|  | Semifinales                   | Semifinales                   |   |                               | Final                         | Final |  |
|  |                               |                               |   |                               |                               |       |  |
|  |                               |                               |   |                               |                               |       |  |
|  | 1 de mayo de 2002 - Nukualofa |                               |   |                               |                               |       |  |
|  | Nueva Zelanda                 | 15                            |   |                               |                               |       |  |
|  | Tonga                         | 0                             |   |                               |                               |       |  |
|  |                               |                               |   |                               |                               |       |  |
|  |                               |                               |   |                               | 3 de mayo de 2002 - Nukualofa |       |  |
|  |                               |                               |   |                               | Nueva Zelanda                 | 0     |  |
|  |                               | Australia                     | 6 |                               |                               |       |  |
|  |                               |                               |   |                               |                               |       |  |
|  |                               |                               |   |                               |                               |       |  |
|  |                               |                               |   |                               | Tercer lugar                  |       |  |
|  | 1 de mayo de 2002 - Nukualofa | 1 de mayo de 2002 - Nukualofa |   | 3 de mayo de 2002 - Nukualofa | 3 de mayo de 2002 - Nukualofa |       |  |
|  | Australia                     | 13                            |   | Tonga                         | 2                             |       |  |
|  | Samoa                         | 0                             |   |                               | Samoa                         | 0     |  |

### Semifinales
| 1 de mayo de 2002 | Nueva Zelanda | 15:0 | Tonga |  |  |

| 1 de mayo de 2002 | Australia | 13:0 | Samoa |  |  |

### Tercer puesto
| 3 de mayo de 2002 | Samoa | 0:2 | Tonga |  |  |

### Final
| 3 de mayo de 2002 | Australia | 6:0 | Nueva Zelanda |  |  |

## Clasificada
Selección clasificada a la Copa Mundial Femenina de Fútbol Sub-19 de 2002
| Bandera de Australia |
| Australia            |